# École de sériciculture Takayama-sha
L'école séricicole de Takayama-sha (高山社), également appelée « Société Takayama-sha d’amélioration de la sériciculture », est située dans la ville de Fujioka dans le département de Gunma. Elle a été fondée en 1884 par le sériciculteur Chōgorō Takayama (高山長五郎）pour y enseigner la sériciculture et mener des recherches sur l'industrie séricicole. L'envoi de professeurs en Asie par la société et le développement des écoles de sériciculture ont fortement contribué à la diffusion de la technique séricicole de Chōgorō Takayama appelée Seion-iku (清温育). Cette méthode mélange la technique d'élevage Ondan-iku (温暖育), basée sur le contrôle artificiel de la température et de l'humidité, et la technique d'élevage Seiryō-iku (清涼育), basée sur la ventilation naturelle. À partir de la deuxième moitié de l'ère Meiji (1868-1912), la technique Seion-iku (清温育) devient la norme en matière de sériciculture moderne.
En 1887, le siège de l'école séricicole de Takayama-sha, qui était jusqu'alors la maison de Chōgorō Takayama, est transféré dans l'ancienne ville de Fujioka (藤岡町). Cette maison, dans laquelle Chōgorō Takayama a effectué ses recherches sur les techniques séricicoles et formé ses apprentis, est reconnue comme site historique national et inscrite au patrimoine mondial de l'Unesco depuis 2014 sous la dénomination « Filature de soie de Tomioka et sites associés ».

## Histoire
Chōgorō Takayama (1830-1886), né dans le village de Takayama, commence à s'intéresser à la sériciculture sous l'influence de sa grand-mère. En 1855, il s’initie à l'élevage des vers à soie, et malgré les nombreux échecs auxquels il est confronté, il persévère et parvient finalement à de bons résultats en 1861. Il commence alors à développer sa propre technique d'élevage.
Peu à peu, des individuels intéressés par sa technique lui rendent visite et il commence à enseigner sa méthode à partir de 1868. En 1873, il fonde l' « Association d’amélioration de la sériciculture de Takayama ».
Chōgorō Takayama aurait véritablement établi sa méthode Seion-iku (清温育) entre 1883 et 1884. Au début de l'ère Meiji (1868-1912), la méthode Seiryō-iku (清涼育), développée par Tajima Yahei (田島弥平), originaire du village de Shimamura, est dominante. Elle se base sur une chambre d'élevage appelée「島村式蚕室」(shimamura-shiki sanshitsu)  caractérisée par un toit surélevé (Yagura) qui permet une bonne circulation de l'air et ainsi une meilleure ventilation. Dans les régions plus froides, la technique Ondan-iku (温暖育) consistait à réchauffer la pièce en allumant un feu. Chōgorō Takayama a combiné ces deux méthodes en prenant en compte la ventilation, la température et les conditions extérieures dans le développement de sa propre technique.
Pendant la période où il établit sa méthode Seion-iku (清温育), en 1884, son association devient la « Société Takayama-sha d’amélioration de la sériciculture ». Chōgorō Takayama, directeur de la société, nomme son fils sous-directeur, mais en 1886 la maladie le force à garder le lit. Avant de mourir en décembre de la même année, il nomme un de ses disciples, Machida Kikujirō (町田菊次郎), au poste de directeur de sa société, et lui intime de toujours privilégier le développement des techniques séricicoles aux bénéfices de l'entreprise.
Ayant hérité de la fonction de directeur, Machida Kikujirō est transféré au siège de l'entreprise et s'affaire à la diffusion de la méthode Seion-iku (清温育). En 1901, il fonde « l'école séricicole privée de première classe Takayama-sha » (私立甲種高山社蚕業学校, Shiritsu Kōshu Takayama-sha Sangyō Gakkou) et des annexes de l'école voient le jour dans plusieurs départements. En 1905, on dénombre plus de 68 annexes de l'école séricicole de Takayama-sha. Dans le district de Tano (多野郡) dans le département de Gunma, on compte 54 annexes, 10 dans les autres districts du département, et 4 dans les départements de Saitama et Chiba. Ce ne sont pas seulement des étudiants de tout le pays, mais également de Chine, de Corée et de Taiwan qui viennent y apprendre la technique Seion-iku (清温育). Les étudiants diplômés se voient attribuer des postes à responsabilité dans chaque ville. Parmi eux, Senju Niwaya (庭屋千壽) a contribué à la construction des entrepôts de réfrigération d'Arafune (site historique national depuis 2010) en découvrant un endroit d'où émane un vent froid propice au stockage des graines de vers à soie. Le directeur de l'école, Machida Kikujirō, est l'un des experts consultés pour la construction des entrepôts.
Des instructeurs de l'école sont envoyés à travers tout le pays et à l'étranger. En 1907, on compte 765 employés en mission au Japon et à l'étranger, dont 406 dans la seule région du Tōhoku. À l'époque, l'école Takayama-sha est si omniprésente qu'on lui attribue le surnom de « temple national de la sériciculture » (「全国の養蚕の総本山」).
Cependant, le déclin de l'entreprise est annoncé lorsque des écoles et instituts de recherche publics ayant accès à des capitaux financiers importants commencent à émerger. Au milieu de l'ère Taisho (1912-1926), l'école rencontre des difficultés de gestion et réfléchit à un possible transfert au niveau départemental, mais elle ferme définitivement ses portes en 1927, avant que le projet ne voit le jour. (Les étudiants inscrits sont admis à l'école de sériciculture départementale de Gunma (群馬県立蚕糸学校) qui ouvre la même année).

## Les vestiges de Takayama-sha
Dans le village de Takayama subsiste la maison de Chōgorō Takayama, dans laquelle il a développé la technique Seion-iku et accueilli ses premiers disciples. Les bâtiments de la résidence datent de la fin de l'ère Edo au début de l'ère Meiji. Le bâtiment principal est construit sur deux étages et percé de trois toits surélevés (yagura) pour l'aération. On retrouve une architecture similaire à celle des yagura, mis au point par Tajima Yahei, fondateur de la méthode Seiryo-iku, dans les chambres d'élevage des partisans de la méthode Seion-iku qui accordaient également de l'importance à la ventilation. Après le transfert du siège de l'école Takayama-sha dans l'ancienne ville de Fujioka, la maison de Chōgorō Takayama est utilisée comme une annexe de l'école. Le bâtiment principal actuel a été construit en 1891 par le gendre de Chōgorō Takayama après sa mort.
De l'ancienne résidence, la porte Nagaya-mon (長屋門), l'entrepôt à feuilles de mûriers et la réserve de nourriture subsistent. Le terrain est désigné « lieu historique national » le 23 juillet 2009 pour sa valeur en tant que site témoin du développement de l'industrie séricicole moderne japonaise. Le site est inscrit sous la dénomination « Vestiges de Takayama ». Il est la propriété de la ville actuelle de Fujioka et n'est pas habité.
L'école séricicole de Takayama-sha est inscrite au patrimoine mondial de l'UNESCO sous la dénomination « Filature de soie de Tomioka et sites associés » avec la filature de soie de Tomioka, l'ancienne magnanerie de Tajima Yahei et les entrepôts de réfrigération d'Arafune en 2014. En avril 2008, la ville de Fujioka a mis en place un arrêté sur la protection des paysages qui établit une zone tampon autour du site comme le recommande l'UNESCO.
L'école séricicole de Takayama-sha est enregistrée comme site associé pour les raisons suivantes : tout comme l'ancienne magnanerie de Tajima Yahei et les entrepôts de réfrigération d'Arafune, l'école contribuait au développement et à la diffusion de produits de première qualité, elle jouait un rôle important dans la diffusion des techniques séricicoles en tant qu'établissement d'enseignement, et a permis le développement technique des chambres d'élevage. Certaines fermes séricicoles traditionnelles dans le département de Gunma sont désignées « zones importantes de conservation de bâtiments traditionnels » (重要伝統的建造物群保存地区) comme par exemple l'ensemble de fermes séricicoles de Akaiwa. Cependant, du point de vue des innovations techniques et de la contribution à la diffusion de ses techniques, l'école séricicole de Takayama-sha et l'ancienne magnanerie de Tajima Yahei sont remarquées et intégrées comme sites associés.

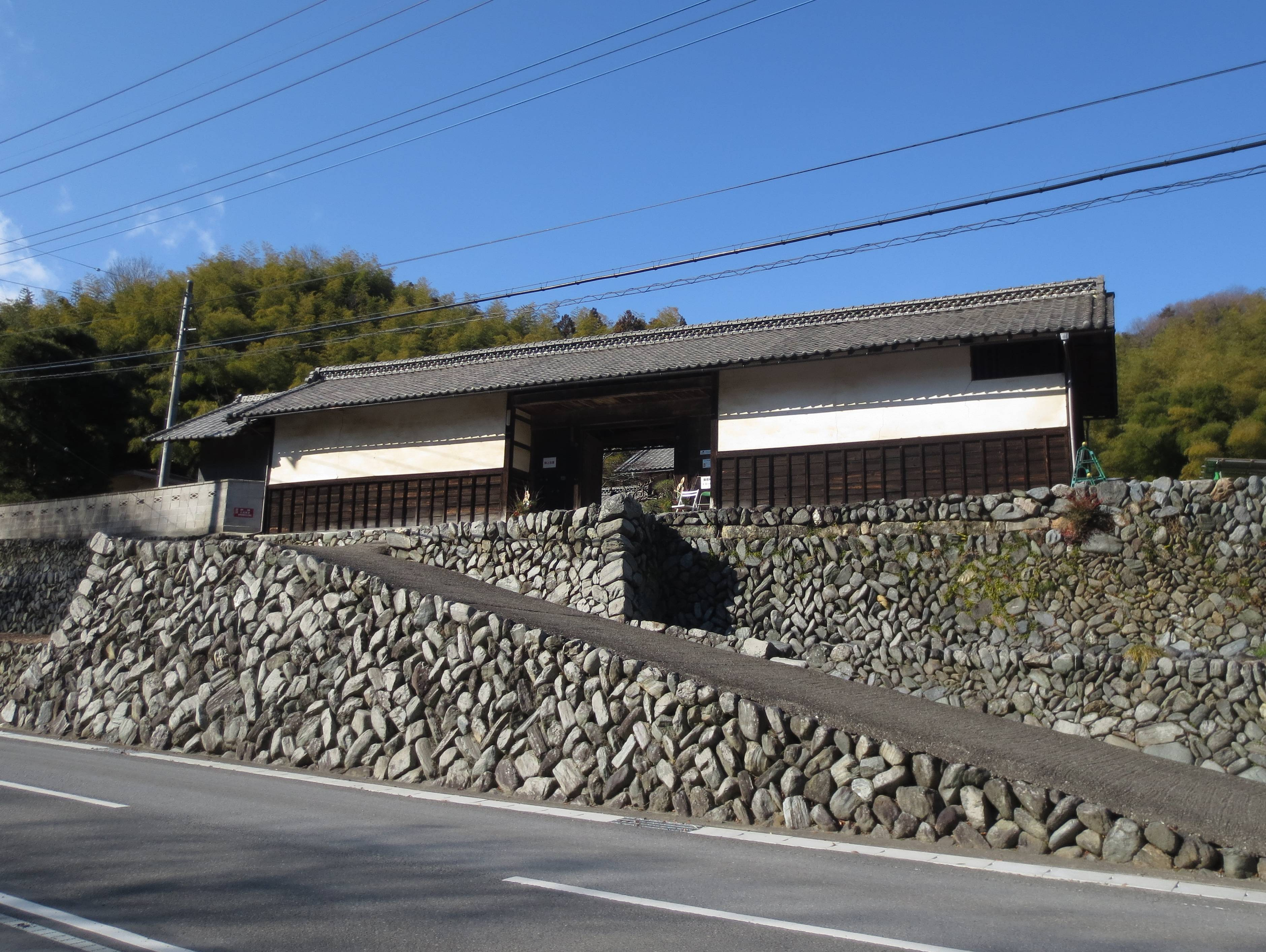
Porte Nagaya-mon (長屋門)
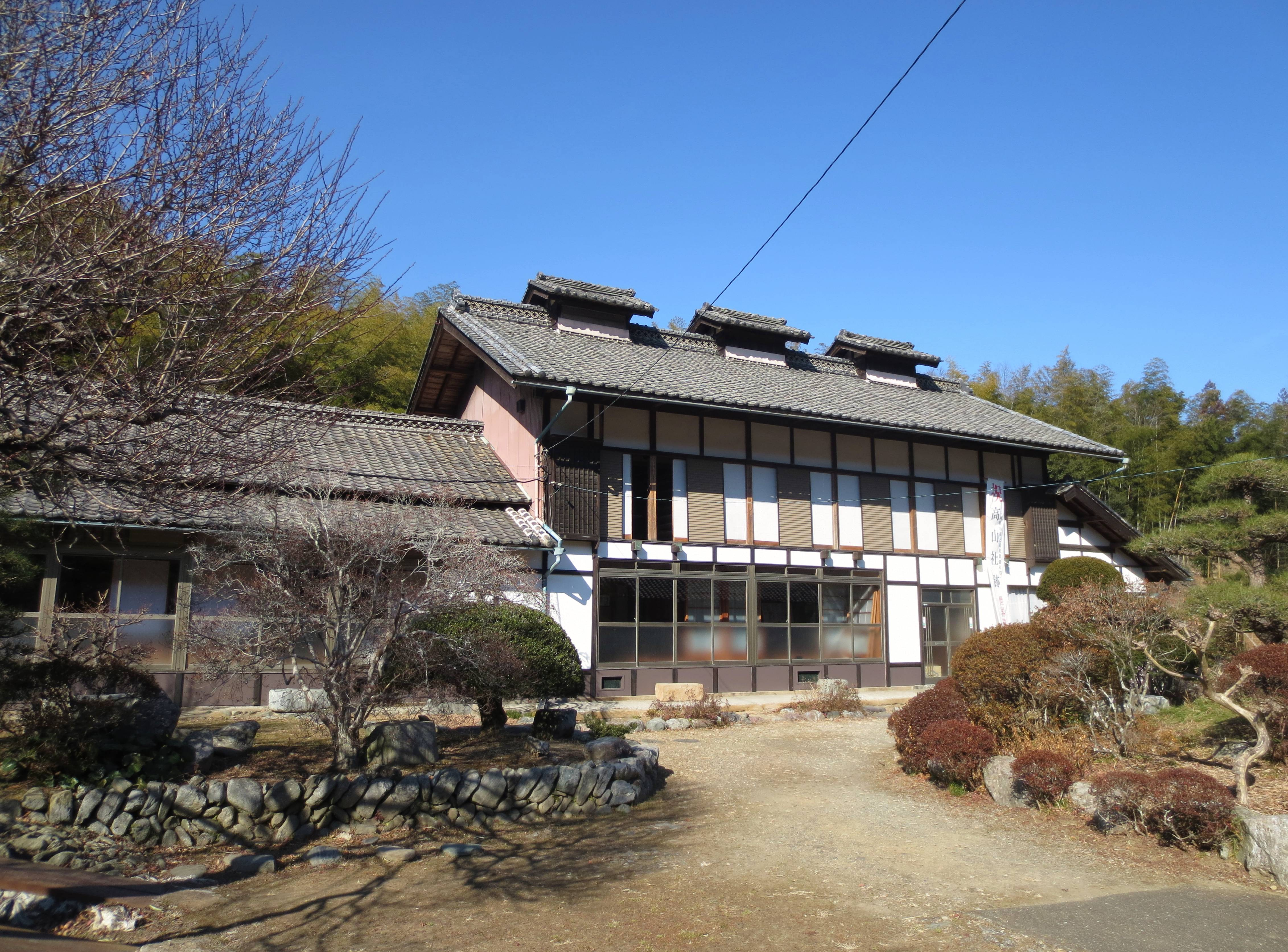
Chambre d'élevage des vers à soie de face et jardin
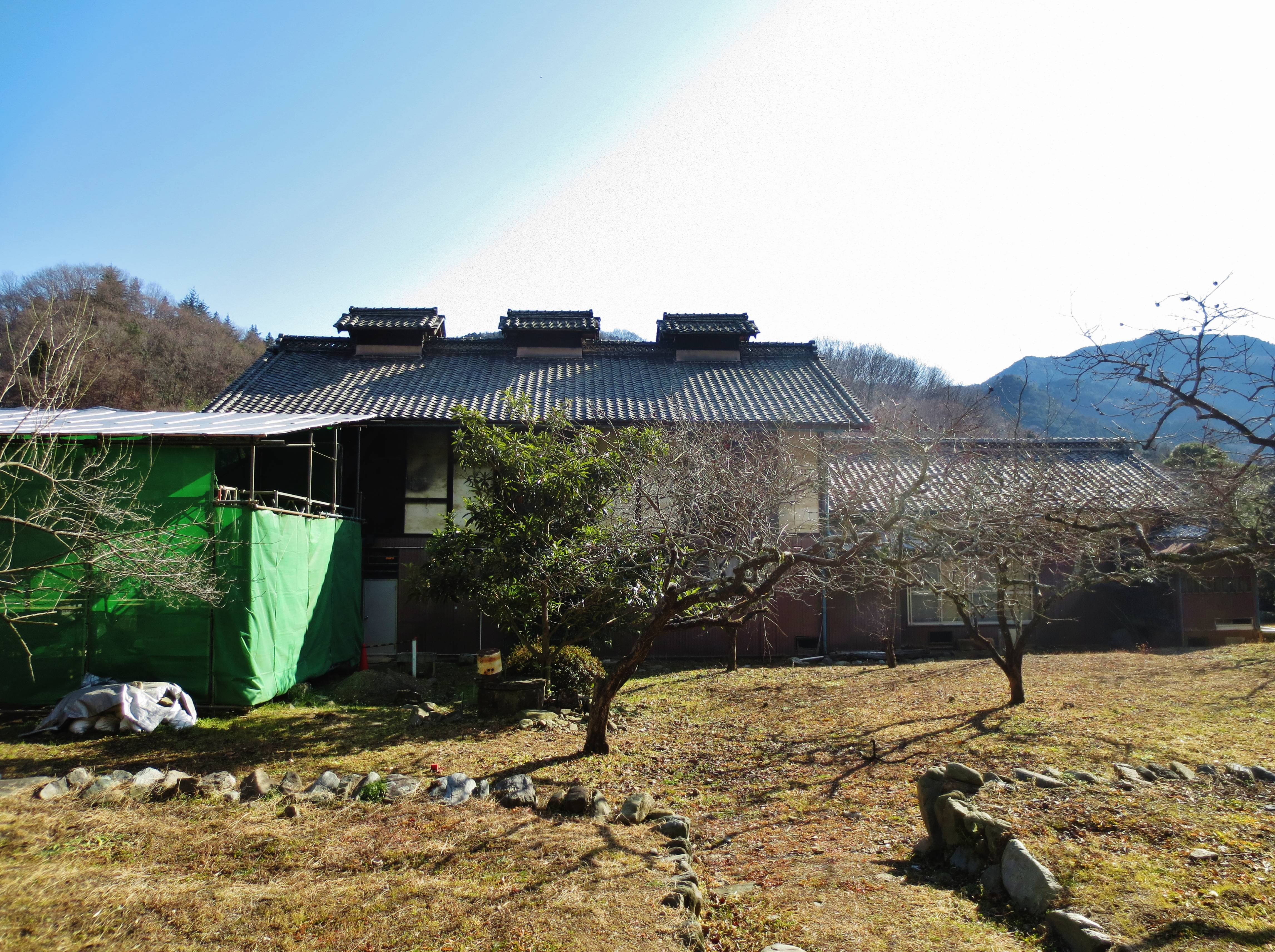
Chambre d'élevage de derrière

### Tourisme
L'école séricicole de Takayama-sha est située à trente minutes en bus de la gare JR de Fujioka sur la ligne Hachikousen. En voiture, la sortie la plus proche est la sortie Fujioka sur l'autoroute Jōshin-etsu.
Dans le dossier de recommandation des experts de l'ICOMOS en vue de l'inscription du site qui se base sur le rapport de recommandation du gouvernement japonais, le nombre annuel de visiteurs était estimé à quelques centaines. Néanmoins, celui-ci est monté en flèche durant la golden week, juste après la publication du rapport de recommandation de l'ICOMOS. Entre le 26 avril et le 6 mai, le site a accueilli 3 849 visiteurs dont 706 visiteurs en un seul jour le 4 mai.

## Contenu des enseignements de l'époque
L'école de Takayama-sha et ses annexes ont été fondées durant une période de fort développement de l'industrie séricicole. Chacune d'entre elles fonctionnait comme un établissement d'enseignement. Si l'apprentissage des techniques séricicoles était prioritaire, un large panel de matières générales était également enseignées.
Tout comme pour les écoles professionnelles de premier rang, pour pouvoir entrer dans une école de sériciculture il fallait justifier d'un niveau de connaissances équivalent à la 2ème année de collège et réussir l'examen d'entrée. Les enseignements dispensés équivaudraient à ceux des écoles supérieures actuelles.
Des savoirs tels que le savoir-être, la rédaction, les mathématiques, la physique, la chimie, la biologie, l'économie ou l'épidémiologie y étaient enseignés.

## Sources
- (ja) Cet article est partiellement ou en totalité issu de l’article de Wikipédia en japonais intitulé « 高山社 » (voir la liste des auteurs).